# Jhorhat
Jhorhat è una suddivisione dell'India, classificata come census town, di 16.123 abitanti, situata nel distretto di Howrah, nello stato federato del Bengala Occidentale. In base al numero di abitanti la città rientra nella classe IV (da 10.000 a 19.999 persone).

## Geografia fisica
La città è situata a 22° 34' 07 N e 88° 14' 06 E.

## Società

### Evoluzione demografica
Al censimento del 2001 la popolazione di Jhorhat assommava a 16.123 persone, delle quali 8.653 maschi e 7.470 femmine. I bambini di età inferiore o uguale ai sei anni assommavano a 1.339, dei quali 668 maschi e 671 femmine. Infine, coloro che erano in grado di saper almeno leggere e scrivere erano 12.232, dei quali 7.050 maschi e 5.182 femmine.